# Ribeirão Ariranha
Der Ribeirão Ariranha ist ein etwa 36 km langer linker Nebenfluss des Rio Ivaí im Nordwesten des brasilianischen Bundesstaats Paraná.

## Etymologie und Geschichte
Der Bach ist ein natürlicher Lebensraum für Riesenotter (portugiesisch: ariranha), die in großer Zahl an seinen Ufern leben.

## Geografie

### Lage
Das Einzugsgebiet des Ribeirão Ariranha befindet sich auf dem Terceiro Planalto Paranaense (Dritte oder Guarapuava-Hochebene von Paraná).

### Verlauf
Sein Quellgebiet liegt im Munizip Quinta do Sol auf 548 m Meereshöhe etwa 10 km südwestlich des Hauptorts.
Der Fluss verläuft in nordöstlicher Richtung. Er mündet auf 290 m Höhe von links in den Rio Ivaí. Er ist etwa 36 km lang.

### Munizipien im Einzugsgebiet
Der Ribeirão Ariranha verläuft vollständig innerhalb des Munizips Quinta do Sol.